# Yueviridae
Yueviridae es una familia de virus ARN monocatenario negativo que infectan algas unicelulares. Contiene solamente un género, Yuyuevirus. Es la única familia perteneciente al orden Goujianvirales, y, a la vez Goujianvirales es el único orden dentro de la clase Yunchangviricetes.

## Etimología
Yueviridae viene de 於越 (Yúyuè), un sinónimo del Período de primavera y otoño estado de Yuè.